# سیارک ۲۰۷۴۰
سیارک ۲۰۷۴۰ (به انگلیسی: 20740 Semery، نامگذاری:1999XB228) بیست هزار و هفتصد و چهلمین سیارک کشف شده‌است که در ۱۳ دسامبر ۱۹۹۹ کشف شد.
قدر مطلق سیارک برابر ۳۳.۸ است.